# Kvarngölen (Svinhults socken, Östergötland)
Kvarngölen är en sjö i Eksjö kommun och Ydre kommun i Småland och Östergötland och ingår i Emåns huvudavrinningsområde.